# Großsteingräber von Mechelsdorf

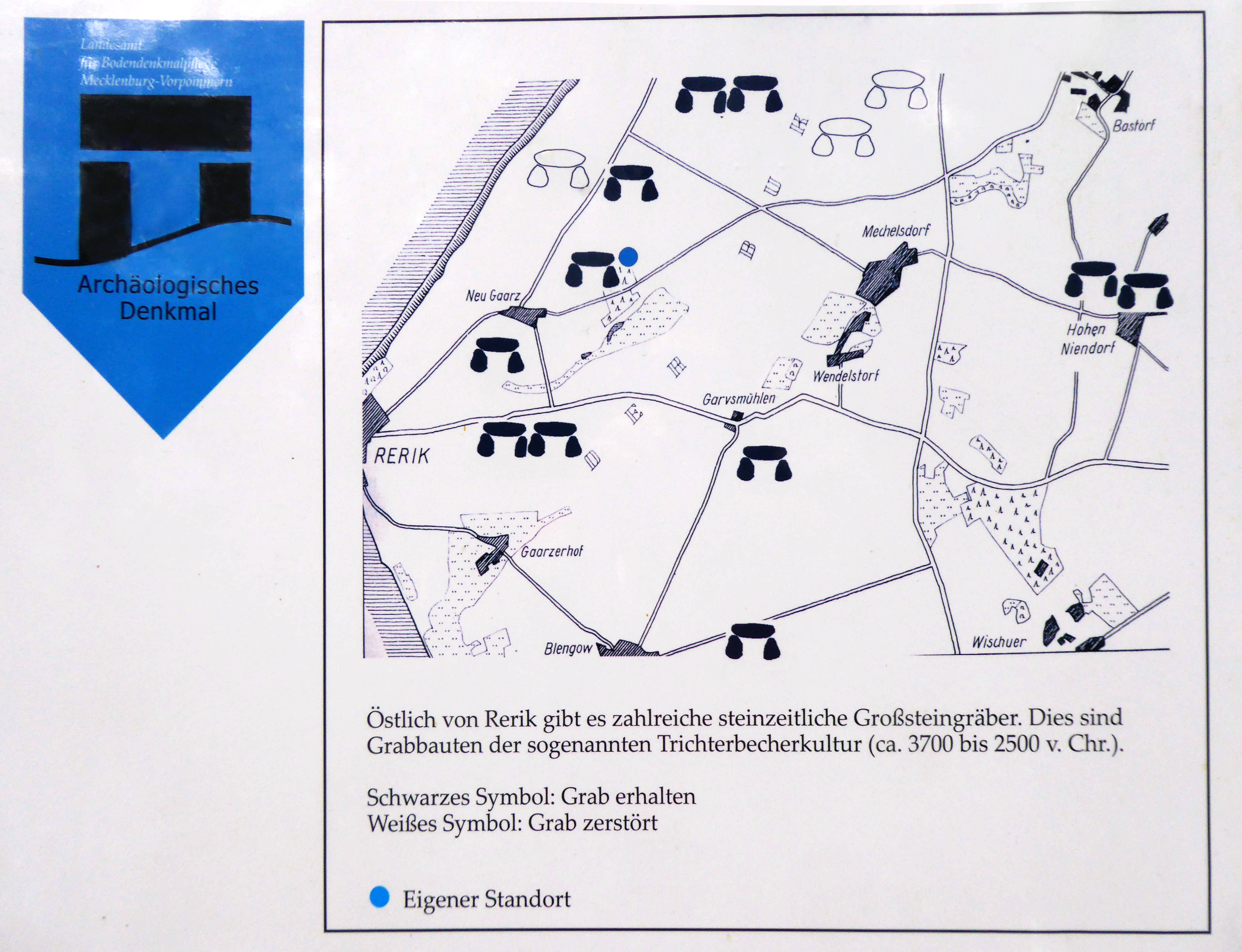
Großsteingräber von Mechelsdorf

Die Großsteingräber von Mechelsdorf liegen in Bastorf, Landkreis Rostock, in Mecklenburg-Vorpommern. Es sind drei neolithische Megalithanlagen mit den Sprockhoff-Nrn. 322 bis 324. Sie entstanden zwischen 3500 und 2800 v. Chr. und sind Anlagen der Trichterbecherkultur (TBK).

## Mechelsdorf 1 (Spr.-Nr. 322)
Die Kammer, der von Ewald Schuldt in seinem Geburtsort nicht ausgegrabenen Anlage, ist nicht mehr vorhanden. Sie befand sich vermutlich▼ am Südostende, wo eine Anzahl gespaltener Blöcke liegt. Der Typ ist schwer bestimmbar, wird aber von E. Schuldt als Ganggrab bezeichnet. Die rechteckige Einfassung des etwa 32 × 8 m großen, Hünenbettes ist noch teilweise erhalten.

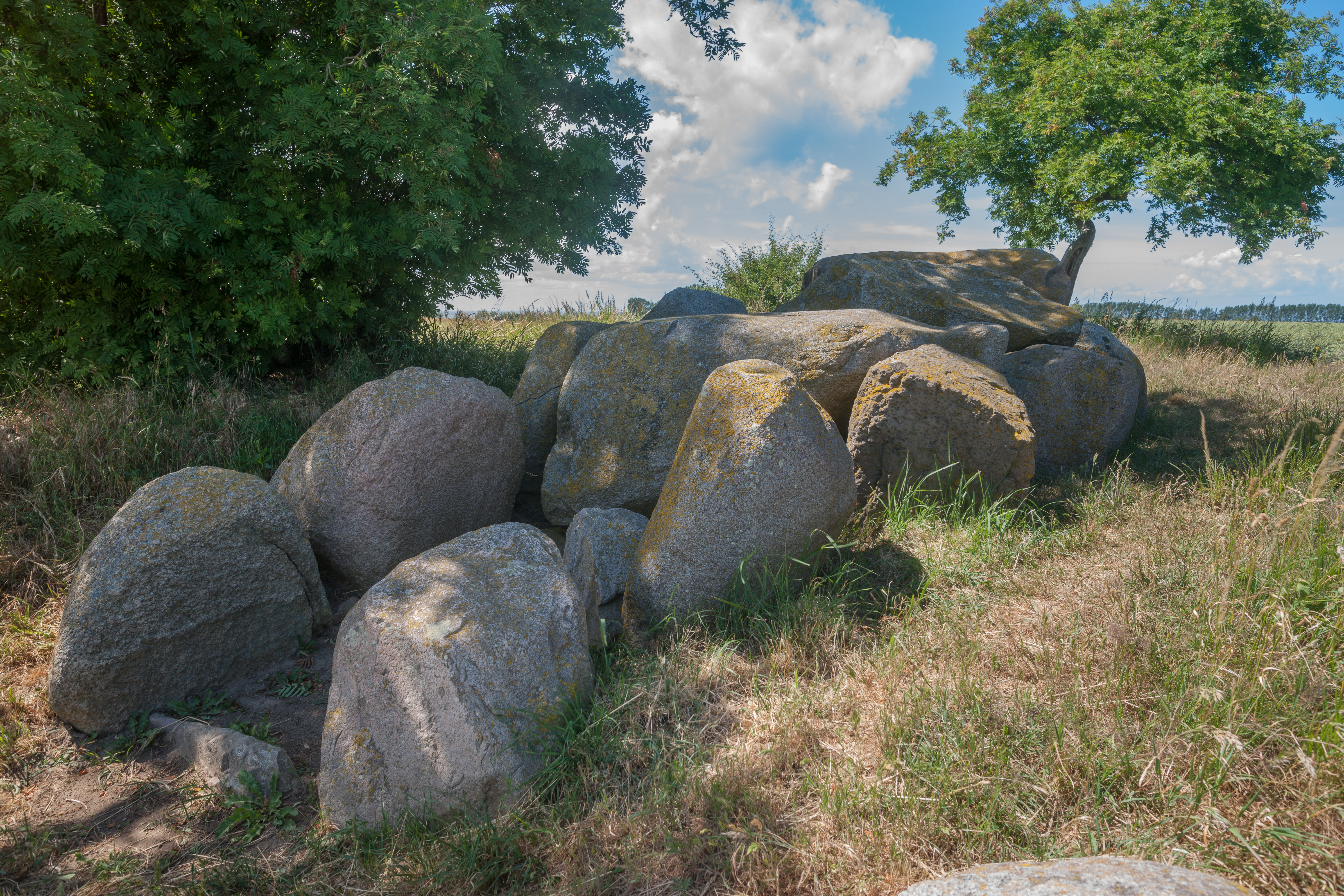
Dolmen von Mechelsdorf 2

## Mechelsdorf 2 (Spr.-Nr. 323)
Die nord-süd orientierte Kammer des Großdolmens liegt in den Resten eines etwa 14 m messenden Rundhügels ▼. Der etwa einen Meter lange Zugang liegt im Süden. Durch die trapezoide Form der Kammer, die am Zugangsbereich bereits sehr schmal ist, ist der axial vorgesetzte Gang faktisch die trapeziode Fortsetzung der Kammer. Die Kammer ist 4,8 m lang 1,2 – 1,5 m hoch und 1,3 – 2,0 m breit. Sie bestand aus je vier seitlichen Tragsteinen und vier Decksteinen, von denen drei erhalten, jedoch in die Kammer verstürzt sind. Auf zweien befinden sich fünf bzw. ein Schälchen. Der nördliche weist zudem zwei  Radkreuze auf. Die im Jahre 1967 von E. Schuldt durchgeführte archäologische Untersuchung ergab, dass die Anlage mehrfach genutzt worden ist. Die Diele bestand aus Rollsteinen. Gefunden wurden 80 Scherben von Keramik, 18 Querschneider, 16 Klingen, sieben Flachbeile, vier Schmalmeißel, vier doppeltkonische Gefäße, vier Bernsteinperlen (eine doppelaxtförmig), zwei Näpfe, eine Kugelamphore, ein Schlagstein und ein Klingenkratzer.

## Mechelsdorf 3 (Spr.-Nr. 324)

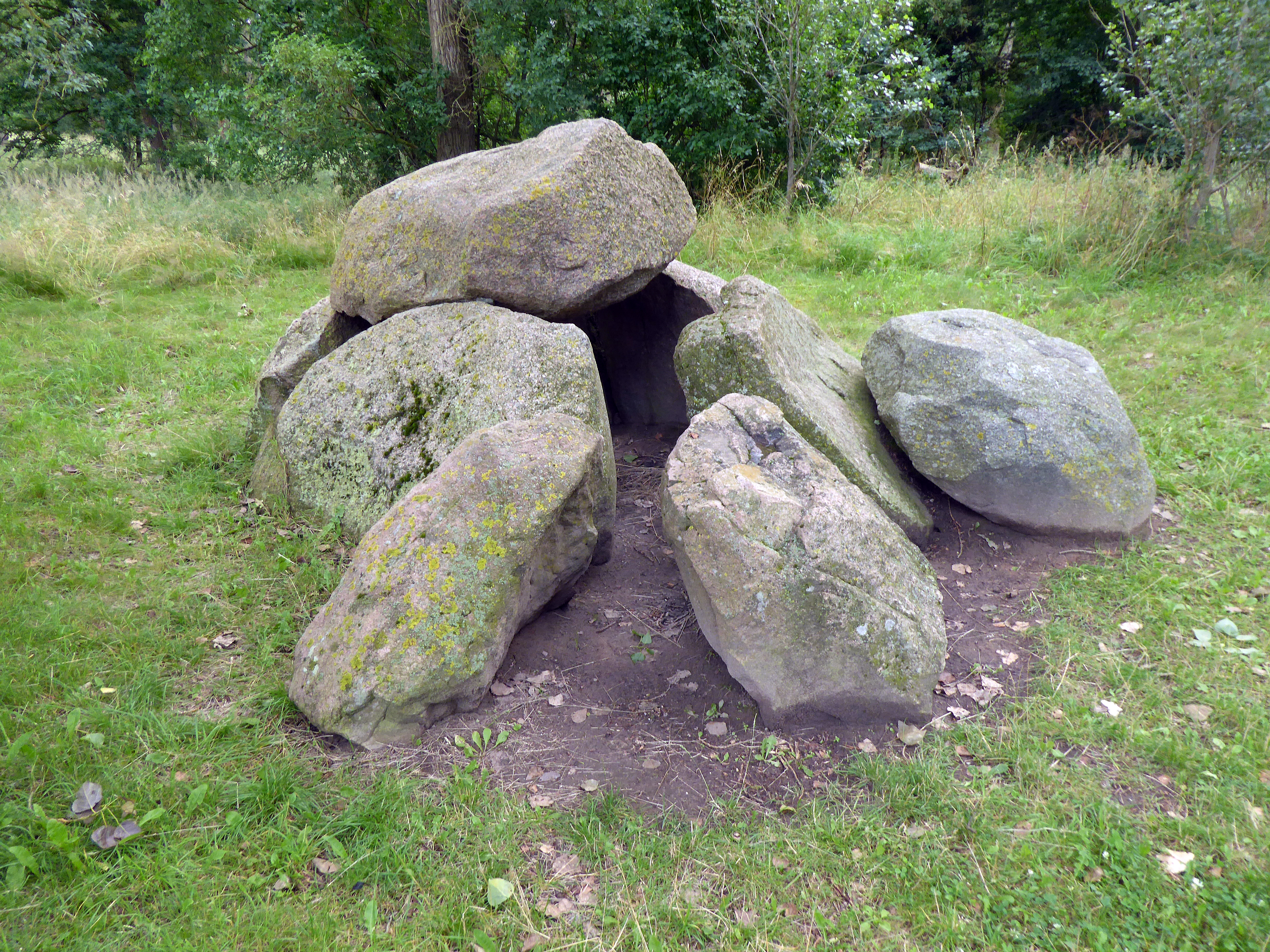
Südsüdwestliche Ansicht von Mechelsdorf 3

Die nahezu hügellos (ehemals Rundhügel) angetroffene ost-west orientierte Kammer ist ein von E. Schuld untersuchter Urdolmen mit Gang ▼. Der Deckstein der Kammer liegt noch auf. Der im Nordosten, schräg angesetzte etwa einen Meter lange Gang aus zwei Trag- und einem Deckstein, trifft auf die Ecke der aus vier Tragsteinen bestehenden Kammer, wo sich in der ungewöhnlich schmalen Öffnung ein Schwellenstein befindet. Die Kammer ist 1,4 m hoch 2,6 m lang und 1,6 m breit. Die Dielung bestand aus Rotsandsteinplatten. Auch hier wurden von E. Schuldt Schälchen gefunden. Ansonsten konnten lediglich zwei dicknackige Beile geborgen werden.